# الطيران العماني
الطيران العُماني  هي شركة الطيران الوطنية العمانية، يقع مقرها الرئيسي في مدينة مسقط عاصمة سلطنة عمان، وتتخذ من مطار مسقط الدولي مركزاً لعملياتها، إضافة إلى مركزها الفرعي الثاني في مطار صلالة، بلغ عدد الموظفين في الطيران العُماني في مارس 2007م حوالي 1097 موظفاً، ونقلت الشركة عام 2005م ما يقارب مليوناً و 135.45 ألف مسافر. يقدم الطيران العماني خدماته إلى أكثر من 25 وجهة في كلاً من شمال أفريقيا، آسيا وأوروبا. ويعتبر الطيران العماني أحد أعضاء الاتحاد العربي للنقل الجوي.

## نبذة تاريخية
يرجع تاريخ إنشاء شركة الطيران العُماني إلى عام 1981م، وبدأت رحلاتها فعلياً عام 1993م، وظهرت الشركة كنتيجة للدمج الذي حدث بين شركتي «طيران الخليج للطائرات الخفيفه» و «الشركة العُمانية للخدمات الدولية»، وتشكلت بعد ذلك الشركة العُمانية لخدمات الطيران «الطيران العُماني».
تمتلك حكومة سلطنة عُمان نسبة (99.8%) من أسهم الشركة. تجهز الشركة خططاً لزيادة الوجهات التي تصل إليها، وذلك عن طريق شراء طائرات من طراز بوينغ 9-787 ، حيث من المتوقع أن تزيد رحلات الشركة إلى كلاً من لندن، فرانكفورت، ميلان، كوالالامبور، بانكوك و من المتوقع إعادة خط سنغافورة في منتصف عام 2025

## برنامج المسافر الدائم: السندباد
السندباد هو برنامج المسافر الدائم للطيران العُماني، الذي أطلق في عام 2007م. وهو برنامج المسافر الدائم من ثلاث طبقات تدار مباشرة من قبل الطيران العُماني. المستويات الثلاثة هي سندباد الأزرق، سندباد الفضة التي تتطلب 25,000 ميل الطبقة أو جوا 20 قطاعات على الطيران العُماني في سنة تقويمية وبعد ذلك سوف تحتاج إلى 20,000 ميل الطبقة أو 15 قطاعات المستوى في السنة التقويمية للحفاظ على مستوى الفئة السندباد الفضة، السندباد الذهبية الأمر الذي يتطلب 50,000 ميل الطبقة أو 40 قطاعات الطبقة في تقويم وسيتطلب 30,000 ميل الطبقة أو 30 قطاعات المستوى في السنة التقويمية للحفاظ على المستوى سندباد الذهب. السندباد ديها اتفاق شراكة مع البرنامج الخاص بكل من الاتحاد للطيران ويمكن كسب الأميال عبر عدد من شركاء السندباد.

## الوجهات
يقدم الطيران العُماني خدماته إلى 48 وجهة في كلاً من أفريقيا، آسيا وأوروبا.....

## الأسطول

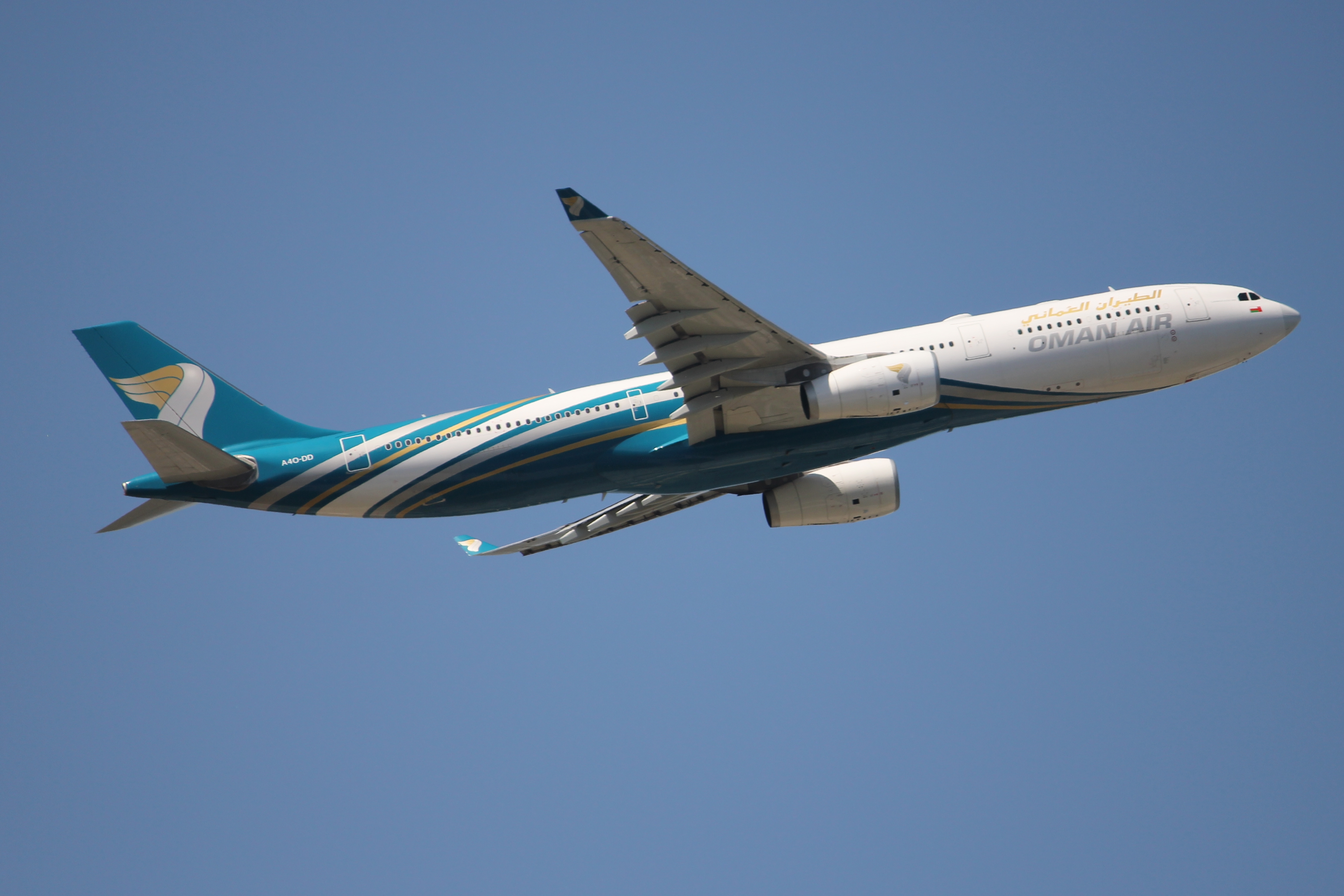
الطيران العُماني إيرباص إيه 330-300

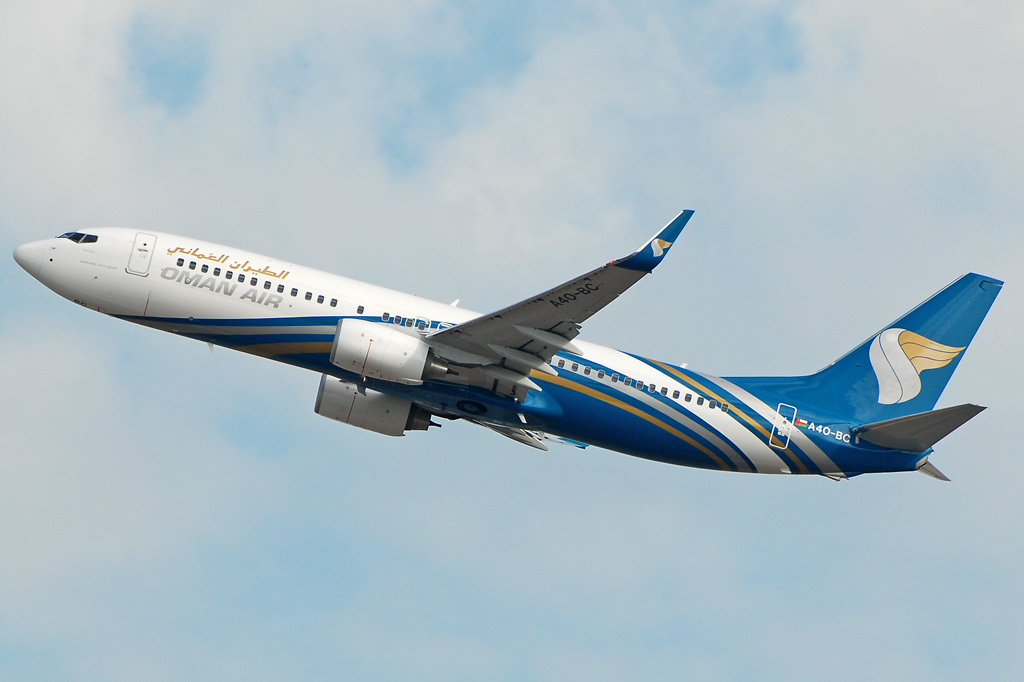
الطيران العُماني بوينغ 737-800

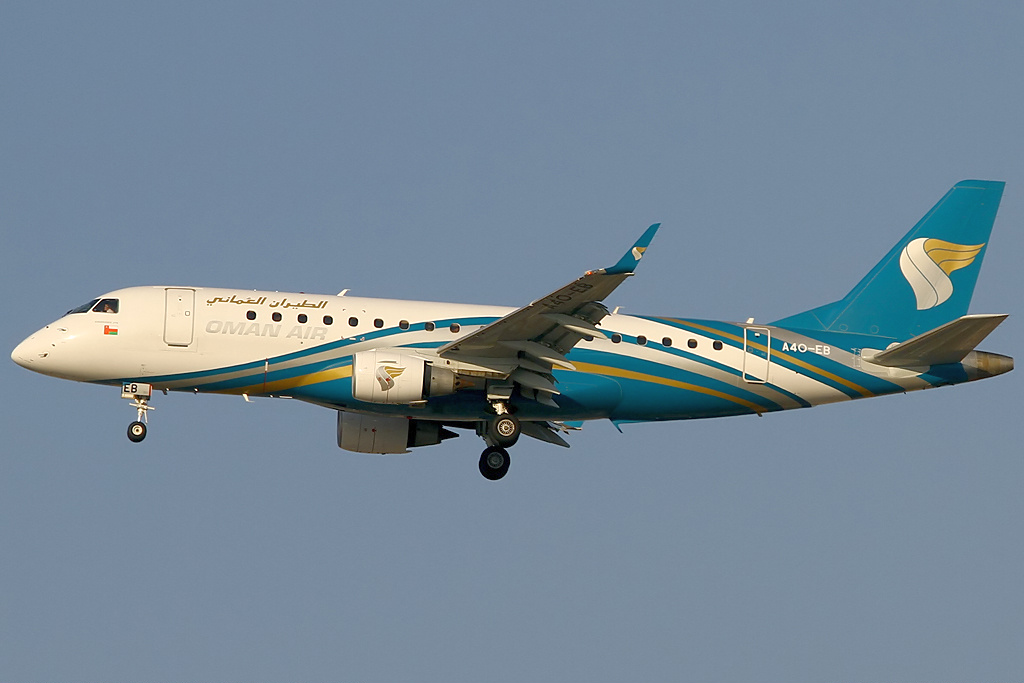
الطيران العُماني إمبراير اي-جت

أسطول الطيران العُماني اعتباراً من مايو 2015 .

## إتفاقيات الرمز المشترك
عقد الطيران العُماني اتفاقيات عديدة للرمز المشترك وهذه الشركات هي:
- طيران الإمارات.
- الخطوط الجوية الماليزية.
- الخطوط الجوية القطرية.
- الخطوط الجوية الإثيوبية.
- غارودا إندونيسيا.
- الخطوط الجوية التركية.
- الخطوط الجوية السريلانكية.
- الملكية الأردنية.

## الجوائز
حاز الطيران العُماني على جوائز عالمية وإقليمية عديدة أهمها:
- برامج سلامة التشغيل التابعة للاتحاد الدولي للنقل الجوي
- جائزة التميز العُمانية في مجال السياحة - 2001م
- AHS 1000 شهادة من الاتحاد الدولي للنقل الجوي
- شهادة الأيزو 9001 – 2000
- شهادة JAR 145
- الجائزة الذهبية في التطور التقني عام 2010م
- وزارة القوى العاملة تكرم الطيران العُماني
- جائزة جريدة الرؤية - 2010م
- شهادة المواصفات العالمية ايزو2008 : 9001 إدارة سلسلة التوريد
- الجائزة الذهبية كأفضل شركة طيران - فرنسا - 2011م
- جائزة ثاني أفضل ناقل لعام 2011 في جوائز ترافل تريد جازيت
- المركز الأول ضمن قائمة جوائز ترافلر بلس لحقائب مستلزمات الراحة على متن الطائرات 2012م
- جائزة أفضل درجة رجال الأعمال على مستوى الشرق الأوسط - جوائز بيزنس ديستينيشنز ترافل
- أفضل مقعد شركات الطيران العالمية 2012م
- الأفضل في الشرق الأوسط - 2013م